# Country Girls
Country Girls (до 5 ноября 2014 г. называлась Country Musume, яп. カントリー娘。) — японская гёрл-группа в составе музыкального проекта Hello! Project. 26 декабря 2019 года группа была распущена.
Была создана в 1999 году как коллектив «наполовину сельскохозяйственный / наполовину артистический». Идея была в том, чтобы девушки-участницы совмещали работу в музыкальной группе с работой на руководимой продюсером Ёситакэ Танакой цветочной ферме.

## История

### 2014: Country Girls
К 2014 году уже много лет как в составе Сountry Musume после ухода всех остальных участниц оставалась всего одна — Май Сатода. И тут неожиданно 11 февраля на концерте Hello! Project в Сэндай Сан Плазе было показано её видеообращение, в котором она сообщала, что в группу будет проведён набор новых участниц.
Я думаю, вы уже знаете, что я (примеч: со своим мужем известным бейсболистом Масахиро Танакой, с 4 апреля 2014 года играющим за «Нью-Йорк Янкис») решила переехать жить в Америку. Я беспокоилась о судьбе Country Musume, и поэтому мы решили, что пора набрать новых участниц! Мы хотим, чтобы вы подали заявки, и предвкушаем просмотр многих тонн заявлений.
Как было сказано, будут набираться девушки от 10 до 17 лет с некоторым опытом в сельском хозяйстве или садоводчестве (или по крайней мере не возражающих против того, чтобы им заняться). Заявки на участие в прослушиваниях принимаются до 31 марта.
В итоге прослушивания состоялись, но, как было сообщено 7 августа, безрезультатно — никто отобран не был.
5 ноября 2014 года было объявлено, что после обсуждения между сотрудниками руководящего группой агентства Up-Front и с учётом мнения Май Сатоды было решено, что в состав Country Musume войдут:
- Май Одзеки (12 лет, 1 класс средней школы), Ута Симамура (14 лет, 2 кл.ср.шк.), Тисаки Морито (14 лет, 3 кл.ср.шк.) — все трое принимали ранее в этом году участие в прослушиваниях в группу Morning Musume, но неудачно
- Риса Ямаки (16 лет, 2 класс старшей школы), Манака Инаба (17 лет, 2 кл.ст.шк.) — обе из Hello Pro Kenshusei
- Момоко Цугунага — из приостанавливающей свою деятельность в 2015 году группы Berryz Kobo

Момоко Цугунага получает в группе должность «играющего менеджера», а Май Сатода будет «супервизором». Также сообщалось, что группа будет международного уровня, и поэтому переименовывается по-английски — в Country Girls.

## Состав

### Состав на момент роспуска группы
| Имя           | Дата рождения   | Возраст | Дата присоединения | Цвета участниц* | Примечание                     |
| ------------- | --------------- | ------- | ------------------ | --------------- | ------------------------------ |
| Риса Ямаки    | 14 октября 1997 | 27      | 5 ноября 2014      | Лайм            |                                |
| Тисаки Морито | 19 февраля 2000 | 25      | 5 ноября 2014      | Оранжевый       | Также участница Morning Musume |
| Май Одзэки    | 10 февраля 2002 | 25      | 5 ноября 2014      | Средний синий   |                                |
| Мусубу Фунаки | 10 мая 2002     | 23      | 5 ноября 2015      | Жёлтый          | Также участница Angerme        |

* Все примеры цвета приблизительные.
Супервизор: Май Сатода) (2 января 2002 — )

### Бывшие участницы
- Момоко Цугунага (яп. 嗣永桃子), род. 6 марта 1992 (33 года) (5 ноября 2014 — 30 июня 2017)
- Манака Инаба[яп.] (яп. 稲場愛香), род. 27 декабря 1997 (27 лет) (5 ноября 2014 — 4 августа 2016)
- Ута Симамура (яп. 島村嬉唄), род. 24 июня 2000 (25 лет) (5 ноября 2014 — 12 июня 2015)
- Нанами Янагава, род. 16 января 2002 (23 года) (5 ноября 2015 — 11 марта 2019)

### Первый состав (1999)
- Хироми Янагихара[англ.] (яп. 柳原尋美), 19 октября 1979 — 16 июля 1999 (19 лет), погибла в автокатастрофе за неделю до выхода первого сингла группы
- Риннэ[яп.] (яп. りんね), наст. имя Риннэ Тода (яп. 戸田鈴音), род. 6 февраля 1981 (44 года)
- Адзуса Кобаяси[яп.] (яп. 小林梓), род. 30 января

## Дискография

### Синглы
| №                                                    | Название | Дата выхода      | Чарты          | Состав группы                                                                |
| №                                                    | Название | Дата выхода      | JP             | Состав группы                                                                |
| Country Musume                                       | Country Musume | Country Musume   | Country Musume | Country Musume                                                               |
| ---------------------------------------------------- | --- | ---------------- | -------------- | ---------------------------------------------------------------------------- |
| 1                                                    | «Futari no Hokkaido» (яп. 二人の北海道)                                                                                       | 23 июля 1999     |                | Х. Янагихара, А. Кобаяси, Риннэ                                              |
| 2                                                    | «Yukigeshiki» (яп. 雪景色) | 30 ноября 1999   |                | Риннэ                                                                        |
| 3                                                    | «Hokkaido Shalala» (яп. 北海道シャララ)                                                                                       | 27 апреля 2000   |                | Риннэ                                                                        |
| 4                                                    | «Koi ga Suteki na Kisetsu» (яп. 恋がステキな季節)                                                                             | 31 июля 2000     |                | Риннэ, Асами                                                                 |
| Country Musume ni Ishikawa Rika (Morning Musume)     | |                  |                |                                                                              |
| 1                                                    | «Hajimete no Happy Birthday» (яп. 初めてのハッピーバースディ!)                                                                | 18 апреля 2001   | 4              | Риннэ, Асами, Р. Исикава                                                     |
| 2                                                    | «Koibito wa Kokoro no Ōendan» (яп. 恋人は心の応援団)                                                                          | 17 октября 2001  | 6              | Риннэ, Асами, Р. Исикава                                                     |
| 3                                                    | «Iroppoi Onna ~Sexy Baby~» (яп. 色っぽい女 ～SEXY BABY～)                                                                     | 17 апреля 2002   | 4              | Риннэ, Асами, М. Сатода, Р. Исикава                                          |
| 4                                                    | «Bye Bye Saigo no Yoru» (яп. BYE BYE 最後の夜)                                                                                | 13 ноября 2002   | 8              | Риннэ, Асами, М. Сатода, Р. Исикава                                          |
| Country Musume ni Konno to Fujimoto (Morning Musume) | |                  |                |                                                                              |
| 1                                                    | «Uwaki na Honey Pie» (яп. 浮気なハニーパイ)                                                                                   | 24 июля 2003     | 7              | Асами, М. Сатода, Миуна, А. Конно, М. Фудзимото                              |
| 2                                                    | «Senpai ~Love Again~» (яп. 先輩 〜LOVE AGAIN〜)                                                                               | 5 декабря 2003   | 15             | Асами, М. Сатода, Миуна, А. Конно, М. Фудзимото                              |
| 3                                                    | «Shining Itoshiki Anata» (яп. シャイニング 愛しき貴方)                                                                        | 4 августа 2004   | 13             | Асами, М. Сатода, Миуна, А. Конно, М. Фудзимото                              |
| Country Girls                                        | |                  |                |                                                                              |
| 1                                                    | «Itooshikutte Gomen ne / Koi Dorobou» (яп. 愛おしくってごめんね/恋泥棒)                                                       | 25 марта 2015    | 3              | М. Цугунага, Р. Ямаки, М. Инаба,Т. Морито, У. Симамура, М. Одзэки            |
| 2                                                    | «Wakatteiru no ni Gomen ne / Tamerai Summer Time» (яп. わかっているのにごめんね/ためらいサマータイム)                         | 5 августа 2015   | 5              | М. Цугунага, Р. Ямаки, М. Инаба, Т. Морито, М. Одзэки                        |
| 3                                                    | «Boogie Woogie LOVE / Koi wa Magnet / Ranrarun ~Anata ni Muchuu~» (яп. ブギウギLOVE/恋はマグネット/ランラルン ~あなたに夢中~) | 9 марта 2016     | 2              | М. Цугунага, Р. Ямаки, М. Инаба, Т. Морито, М. Одзэки, Н. Янагава, М. Фунаки |
| 4                                                    | «Dou Datte Ii no / Namida no Request» (яп. どーだっていいの/涙のリクエスト)                                                   | 28 сентября 2016 | 4              | М. Цугунага, Р. Ямаки, Т. Морито, М. Одзэки, Н. Янагава, М. Фунаки           |

### Альбомы

#### Студийные альбомы
| № | Название                                                | Подробнее                                  | Чарты |
| № | Название                                                | Подробнее                                  | JP    |
| - | ------------------------------------------------------- | ------------------------------------------ | ----- |
| 1 | Country Musume Daizenshu 1 (яп. カントリー娘。大全集 ①) | - Выпущен: 12 декабря 2001 - Лейбл: Zetima |       |
| 2 | Country Musume Daizenshu 2 (яп. カントリー娘。大全集 ②) | - Выпущен: 23 августа 2006 - Лейбл: Zetima | 39    |

#### Сборники
| Название                                                 | Подробнее                                  | Чарты |
| Название                                                 | Подробнее                                  | JP    |
| -------------------------------------------------------- | ------------------------------------------ | ----- |
| Country Musume Mega Best (яп. カントリー娘。 メガベスト) | - Выпущен: 10 декабря 2008 - Лейбл: Zetima | 171   |

### DVD/VHS
- Country Musume Single V Clips 1 (яп. カントリー娘。シングルVクリップス 1) (Zetima, 17 ноября 2003)